# نادي إنتريرينسي
نادي إنتريرينسي لكرة القدم (Entrerriense Futebol Clube) هو فريق كرة قدم برازيلي في تريس ريوس، ولاية ريو دي جانيرو. تأسس في 13 ديسمبر 1925.